# Alexanderroman

Taucherglocke (Colimpha) Alexanders des Großen, Miniaturmalerei aus der Histoire du bon roi Alexandre um 1320; Kupferstichkabinett Staatliches Museum Preußischer Kulturbesitz, Berlin

Als Alexanderroman werden die romanhaften antiken und mittelalterlichen Biographien Alexanders des Großen (356–323 v. Chr.) bezeichnet.

## Überblick
Die ersten literarischen Verarbeitungen des Lebens Alexanders entstanden kurz nach seinem Tod. Neben den Werken der Alexanderhistoriker kursierten auch bald romanhafte Erzählungen, die sich binnen recht kurzer Zeit großer Popularität erfreuten. Sie stellten Alexander als Eroberer und Weltenherrscher dar und wurden fälschlicherweise Kallisthenes von Olynth, dem (später allerdings hingerichteten) Hofhistoriker Alexanders, zugeschrieben (daher auch bisweilen die Bezeichnung Pseudo-Kallisthenes). Sie unterschieden kaum zwischen Fakten und Legenden und wurden bereits von Lukian in seinen Nekrikoi dialogoi kritisch betrachtet, v. a. im Hinblick auf Alexanders angebliche göttliche Abstammung. Nachdem die Erzählungen zunächst wohl überwiegend mündlich überliefert wurden, fanden sie später auch eine schriftliche Fixierung.
Es gibt vier antike Fassungen: Sie werden mit den griechischen Buchstaben α, β, γ und ε bezeichnet. Die Existenz einer fünften, verlorenen Fassung δ wird vermutet, um die Abweichungen in der syrischen Version aus dem 6. Jahrhundert zu erklären.
Die älteste lateinische Version ist die des Iulius Valerius Polemius vom Beginn des 4. Jahrhunderts. Sie beruht auf der Fassung α. Eine weitere aus griechischen Quellen kompilierte lateinische Version, die dann als Vorlage für zahlreiche Nachdichtungen diente, stammt von Leo von Neapel aus dem 10. Jahrhundert. Es gibt noch eine Fassung λ, die nach 700 aus β durch Interpolationen entstand. Weiterhin existieren einige kleine Papyrusfragmente und eine Inschrift auf Stein, die zu Datierungszwecken herangezogen werden. Dhū l-Qarnain aus dem Koran geht auf den Alexanderroman zurück.
Im 12. Jahrhundert entstanden in Europa die ersten volkssprachlichen Fassungen. Hierzu zählen vor allem drei französische Fassungen, die in der Literaturgeschichte unter dem Titel Romans d’Alexandre laufen: Die erste war die des Albéric de Pisançon, die nur als Fragment erhalten ist (105 achtsilbige Verse) und wohl um 1120 entstand. Sie bildete um 1130 die Vorlage für das deutsche Alexanderlied des Pfaffen Lamprecht. Eine weitere, ebenfalls nur fragmentarisch überlieferte französische Fassung (785 Zehnsilbler) wurde von einem unbekannten Autor um 1150 verfasst. Die dritte wurde gegen 1180 von Alexandre de Bernay geschrieben und umfasst in rd. 16.000 Zwölfsilblern (Alexandrinern) die gesamte Vita des Protagonisten. Sie wurde in der Folgezeit von unbekannten Autoren erweitert und von anderen in Prosafassungen umgeschrieben, die bis gegen 1500 gelesen wurden und auch noch als Drucke Verbreitung fanden. Um 1285 verfasste Ulrich von Etzenbach einen deutschen Alexanderroman in 30.000 Versen am Prager Hof König Wenzel II. von Böhmen.
Der Alexanderroman in seinen verschiedenen Versionen war im Mittelalter neben der Bibel das bekannteste und am weitesten verbreitete Buch in Europa (z. B. auch in der englischen, slawischen sowie altnordischen Literatur). Im Orient (besonders in der syrischen Literatur) verbreitete sich der Alexander-Stoff bereits früher. Auch in Literaturen der islamischen Welt fand er einen Widerhall, darunter im Alexander-Buch des persischen Dichters Neẓāmī aus dem 12. Jahrhundert und dem Āʾīna-yi Sikandarī des indischen Dichters Amir Chusrau aus dem späten 13. Jahrhundert.

## Inhalt
Der Pfaffe Lamprecht verwendete als Textgrundlage den Roman d’Alexandre.
Der Roman beginnt mit der Beschreibung der Geburt Alexanders während eines starken Unwetters. Die Erde bebt überall und die Sonne verfinstert sich. In seinen ersten Lebensjahren schon entwickelt Alexander sich schneller als gleichaltrige Kinder. In jungen Jahren erreicht er durch viele Lehrer, die ihn in Künsten, Naturwissenschaften, Recht und Kampfeskunst ausbilden, Klugheit, Tapferkeit und Tüchtigkeit. Einer seiner Lehrer ist Aristoteles. Mit zwölf Jahren zähmt er das grausamste und ungestümste Pferd Griechenlands, was ihm ersten Ruhm einbringt. Von da an ist das Pferd sein treuer Gefährte. Mit fünfzehn Jahren strebt er nach Größerem und will sein Reich ausdehnen. Er besiegt Nicolaus, König von Caesarea, und schenkt die eroberte Krone seinem Vater. Lysias, der Alexanders Vater zum Ehebruch mit seiner geliebten Mutter überredete, schlägt er im Streit die Zähne aus.
Von da an strebt Alexander nach immer größerer Macht und lässt dies in allen Landen durch Boten verkünden. Er fordert die Unterwerfung anderer Reiche, was einige erzürnt. Insbesondere die Tyrer haben keinerlei Respekt vor dem jungen, noch unbekannten Alexander. Sie lassen Alexanders Boten hängen. Dies wiederum erzürnt Alexander dermaßen, dass er auszieht, Tyrus zu bezwingen. Nach erheblichen Verlusten befiehlt er, den Kampf abzubrechen. Nach noch größeren Verlusten schlägt er sie jedoch später mit Hilfe von griechischem Feuer. Ein Flüchtling aus Tyrus berichtet diese Geschehnisse Darius, dem König von Babylon, worauf dieser Tribut von Alexander fordert. Alexander verweigert jedoch diesen Tribut, woraufhin Darius ihm den Krieg erklärt und einen seiner Herzöge auffordert, gegen Alexander zu kämpfen. Es folgt eine große Schlacht, bei der Alexander im ersten Zweikampf mit Mennes, dem Herzog des Darius, verliert, aber am Leben bleibt. Nachdem er sich erholt hat, tötet er ihn in einem zweiten Kampf. Daraufhin bittet Darius immer mehr Völker, ihn im Krieg gegen Alexander zu unterstützen. Aus allen Landen eilen 630.000 Mann zu Hilfe. Zu diesem Zeitpunkt erfährt Alexander von der Krankheit seiner Mutter und begibt sich auf den Heimweg. Dort wird er wiederum in eine Schlacht verwickelt, die er gewinnt. Nach der Gesundung seiner Mutter stellt er in Griechenland ein neues Heer auf und begibt sich zurück nach Persien. Auf dem Weg zu Darius schlägt er viele große Schlachten und zerstört viele große Städte, die Darius untergeben waren. Dabei endet die Schlacht gegen die Lakedämonier vorerst unentschieden und wiederum mit Hilfe des griechischen Feuers gewinnt er aber schließlich auch gegen diese. Daraufhin kommt es zu einer ersten Schlacht mit den Truppen des Perserkönigs. Dabei nimmt Alexander dessen Familie gefangen.
In einer folgenden Kampfpause schleicht Alexander als Bote zu Darius, wird aber erkannt, woraufhin er fliehen muss. Daraufhin ziehen die Griechen in eine erneute Schlacht mit den Persern. Nach einem großen Kampf sind die Truppen des Darius besiegt. Große Verzweiflung macht sich in seinen Ländern breit. Er flüchtet und bittet den siegreichen Alexander um Milde, indem er ihm seine Ländereien und Schätze anbietet. Da ihm diese nach gewonnener Schlacht ohnehin zufallen, lehnt Alexander das Friedensangebot jedoch ab. Darius bittet dann König Porus von Indien um Hilfe. Dieser kommt der Bitte nach und entsendet Truppen. Währenddessen wird Darius von zwei ihm einst untergebenen Fürsten getötet, die darauf hoffen, Alexanders Gunst zu erlangen. Alexander beklagt jedoch den ehrlosen Mord an Darius und schwört Rache. Nach der Beerdigung seines toten Feindes verkündet Alexander Frieden in seinem neuen Reich, entdeckt die Verräter und tötet sie. Anschließend nimmt Alexander die Tochter des Darius zur Frau. Dies hatte ihm der sterbende König zugesagt. Am Hochzeitstage erreicht ein Bote von König Porus die Feierlichkeit und erklärt Alexander den Krieg. Alexander versammelt sein Heer, um in einer großen Schlacht mit riesigen Verlusten auf beiden Seiten gegen die Inder zu kämpfen. Um sein Heer vor noch größeren Verlusten zu bewahren, bietet Alexander dem Porus einen Zweikampf an. Im Zweikampf tötet Alexander den ihm körperlich deutlich überlegenen Porus schnell. Die Schlacht aber flammt grausamer als zuvor aufs Neue auf, und letztlich kann Alexander seine Griechen zum Sieg über die Inder führen. Nach dem Begräbnis des Porus zieht Alexander weiter. Er kommt nach Occidratis und trifft dort auf ein friedliches Naturvolk. Alexander will dessen Gastfreundschaft belohnen. Ihr einziger Wunsch ist jedoch unendliches Leben, woraufhin Alexander erzürnt das Volk verlässt. Es folgt ein beschwerlicher Weg durch Berge und Sümpfe und nach großen Strapazen erreicht er mit seiner Gefolgschaft das Ende der Welt. Von dort schreibt er einen Brief an seine Mutter, in dem er von einer wundersamen Reise berichtet:
Alexander führt sein Heer zu den kaspischen Toren, wo er an einen Fluss gelangt, an dem er den Durst seines Heeres zu stillen versucht. Das Wasser jedoch schmeckt bitter wie Galle.
Während sie wenig später Rast an einem Wald machen, kommen viele furchterregende Tiere und Kreaturen, um Alexanders Heer anzugreifen. Unter ihnen befinden sich auch Drachen, Löwen und Teufel. Der Wald wird in Brand gesetzt, woraufhin ein furchterregendes Tier aus dem Wald tritt und Alexander endgültig zur Weiterreise treibt. Sie reiten weiter nach Accia, wo sie in einen wunderlichen Wald treten. In diesem Wald wachsen wunderbare Früchte, Bäume ohne Laub und Vögel, die so schön singen, wie sie es noch nie zuvor vernommen haben. Anschließend vernehmen die Krieger einen wundervollen Gesang, der von vielen Jungfrauen, die in Blumen wachsen, stammt. Nachdem Alexander einen schreckenerregenden Mann getötet hat, gelangen sie zu einem herrlichen Palast, der gänzlich aus Edelsteinen besteht. In diesem Palast entdeckt Alexander einen alten Mann von großer Schönheit, verlässt ihn jedoch wieder, ohne ihn aus seinem Schlaf zu wecken. Alexander zieht mit seinem Heer weiter, in ein Land namens Brasiacus. Dort empfängt er Gastgeschenke und zieht erneut zum Ende der Welt. In dieser Gegend liegt die Stadt Meroves, in der Alexander Candacis, die Königin, und ihre zwei Söhne antrifft. Alexander wird in dem Königreich sehr gut behandelt, sodass er sich bereit erklärt, Candaulus, dem ältesten Sohn, die Frau zu retten. Daraufhin gibt es ein großes Fest zu Alexanders Ehren.
Alexander trifft in dem Palast an einem wundersamen Ort einen großen Mann, der ihm als Gott erscheint. Dieser Gott berichtet ihm, dass er eine prachtvolle Stadt mit dem Namen Alexandria gegründet hat, in der man ihn noch begraben werde.
Alexander beendet den Brief an seine Mutter, in dem er von einer Reise durch viele Länder berichtet, in denen er viel Wundersames und Schlimmes erlebt.
Alexander hat mittlerweile einen Hochmut entwickelt, der ihn antreibt, das Paradies zu erobern, um Scharen von Engeln ihm untertan zu machen. Auf einer langen Reise den Euphrat entlang gelangt er mit einigen Treuen an eine Mauer, die prächtig, lang und breit und aus Edelsteinen gebaut ist.
Ein alter Mann, der aus dem Mauertor heraustritt, gibt Alexander einen Edelstein, der ihm zu einer Bekehrung von seiner Gesinnung verhelfen solle. Alexanders Hochmut ist für den Mann eine schreckliche Sünde. Nachdem Alexander mit Hilfe eines gelehrten Juden herausfindet, was der Stein bedeutet, wird ihm klar, dass der Stein ihn lehren soll, seine Überheblichkeit und seinen Hochmut abzulegen.
Hütet euch vor maßloser Gier, denn sie bewirkt viel „herzeleid“.
Alexander erkennt, dass es unklug war, das Paradies erkämpfen zu wollen, und ist für weitere zwölf Jahre ein ehrenwerter und gottestreuer König Griechenlands.

## Überlieferung
1. (α) Βίος ᾿Αλεξάνδρου τοῦ Μακεδόνος (Bíos Alexándru tu Makedónos; Leben Alexanders von Makedonien), vermutlich 3. Jahrhundert v. Chr., sicher vor 270; Codex Parisinus gr. 1711 (schlechter Text). Übersetzt von F. Pfister, Meisenheim 1978
2. (β) Καλλισθένης ἱστοριογράφος ὁ τὰ περὶ ῾Ελλήνων συνγραψάμενος οὗτος ἱστορεῖ ᾿Αλεξάνδρου πράξεις (Kallistenes historiográphos ho ta perí Hellenon syngrapsámenos hútos historeí Alexandru praxeís; Der Historiker Kallisthenes, der über die griechische Geschichte geschrieben hat, beschreibt die Taten Alexanders) zwischen etwa 300 und 350; Teile im Codex Parisinus suppl. 690 aus dem 11. Jahrhundert und im Codex Laurentianus 70.37 (möglicherweise aus dem 13. Jahrhundert) und im Codex Mosquensis 436 (Ende des 14. Jahrhunderts)
3. (γ) Διήγησις ἐξαίρετος καὶ ὄντως θαυμασία τοῦ κοσμοκράτορος ᾿Αλεξάνδρου τοῦ βασιλέως (Diégesis exaíretos kai óntos thaumasía tu kosmokrátoros Alexándru basiléos; Merkwürdige und wirklich wunderbare Erzählung vom Weltherrscher König Alexander), geschrieben nach (ε). Erweiterte Fassung von (β) mit Geschichten jüdischen Ursprungs. Überliefert u. a. im Codex Hellenic Institute Venice gr. 5 aus dem 14. Jahrhundert
4. (ε) Βίος ᾿Αλεξάνδρου τοῦ βασιλέως Μακεδόνων (Bíos Alexándru tu basiléos Makedónon; Leben Alexanders, des Königs der Makedonen), etwa 8. Jahrhundert; eine kurze Nacherzählung; überliefert im Codex Bodleianus Barocc. 17 aus dem 14. Jahrhundert
5. (λ), u. a. im Codex Bodleianus Barocc. 23 aus dem 14. Jahrhundert überliefert
6. Iulius Valerius Alexander Polemius: Res gestae Alexandri Macedonis translatae ex Aesopo Graeco (Taten Alexanders von Makedonien, übersetzt aus dem griechischen Aesop); lateinische Übersetzung von (α). Überliefert im Palimpsestus Taurinensis a II. 2 aus dem 6. Jahrhundert (1904 verbrannt) und in weiteren Handschriften
7. Leo von Neapel, Nativitas et victoria Alexandri magni regis (Geburt und Sieg König Alexanders des Großen) aus dem 10. Jahrhundert, insgesamt vier Redaktionen in 19 Handschriften, darunter Bamberg, Staatsbibliothek, Msc.Hist.3, fol. 192v–219v.
8. Eine armenische Übersetzung einer (α)-Handschrift, möglicherweise aus dem 5. Jahrhundert, unter dem Titel Geschichte des großen Welteroberers Alexander von Makedonien
9. Eine syrische Übersetzung einer mit der (α)-Handschrift verwandten Handschrift aus dem 6. Jahrhundert unter dem Titel Geschichte Alexanders, des Sohnes des Makedonenkönigs Philipp

Es existieren einige Papyrusfragmente aus dem 1. und 2. Jahrhundert.

## Textausgaben und Übersetzungen
- Wolfgang Kirsch, Lennart Gilhaus (Hrsg.): Der mittellateinische Alexanderroman. Historia de preliis Alexandri Magni. Geschichte der Kämpfe Alexanders des Großen. Lateinisch/Deutsch (= Mittellateinische Bibliothek). Hiersemann, Stuttgart 2020, ISBN 978-3-7772-2041-3.
- Pfaffe Lambrecht: Alexanderroman. Mittelhochdeutsch/Neuhochdeutsch. Hrsg., übers. und kommentiert von Elisabeth Lienert. Stuttgart 2019, ISBN 978-3-15-018508-7.
- Marc Steinmann: Alexander der Große und die „nackten Weisen“ Indiens. Der fiktive Briefwechsel zwischen Alexander und dem Brahmanenkönig Dindimus. Einleitung, lateinischer Text, Übersetzung und Kommentar. Frank & Timme, Berlin 2012, ISBN 978-3-86596-461-8 (kritische Edition)
- Richard Stoneman, Tristano Gargiulo (Hrsg.): Il Romanzo di Alessandro (= Scrittori greci e latini). Edition und Kommentar der drei Versionen des Alexanderromans. Übersetzung ins Italienische von Tristano Gargiulo. Band 1: Mondadori, Mailand 2007, Band 2: ebd. 2012, Band 3 noch nicht erschienen (Stand 2023).
- Angelica Rieger: Der Alexanderroman. Text- und Bildband mit Abbildungen aus der Handschrift 78 C 1 Kupferstichkabinett. Berlin/Wiesbaden 2006, ISBN 3-928127-97-7.
- L’Ystoire du bon roi Alexandre: der Berliner Alexanderroman; Handschrift 78 C 1 des Kupferstichkabinetts Preußischer Kulturbesitz Berlin. Faksimile-Ausgabe. Stuttgart 2002.
- Rüdiger Schnell (Hrsg.): Liber Alexandri Magni. Die Alexandergeschichte der Handschrift Paris, Bibliothèque Nationale, n.a.l. 310. Untersuchungen und Textausgabe. Artemis, München 1989, ISBN 3-7608-3396-9.
- Friedrich Pfister: Der Alexanderroman mit einer Auswahl aus den verwandten Texten. Hrsg.: Anton Hain (= Beiträge zur klassischen Philologie. Band 92). Meisenheim am Glan 1978, ISBN 3-445-01568-6.
- Ulrich von Etzenbach: Alexander. Hrsg. von Wendelin Troischer. Reprograf. Nachdruck der Ausg. Stuttgart, Tübingen 1888. Olms, Hildesheim-New York 1974, ISBN 978-3-487-04437-8.
- Helmut van Thiel (Hrsg.): Leben und Taten Alexanders von Makedonien. Der griechische Alexanderroman nach der Handschrift L. Darmstadt 1974, ISBN 3-534-04721-4.
- Wilhelm Kroll (Hrsg.): Historia Alexandri Magni. Weidmann, Berlin 1926 (2. Auflage 1958. Nachdruck Olms, Hildesheim 1977, ISBN 3-296-13300-3. Textausgabe von (α) Pseudo-Kallisthenes).
- Friedrich Pfister: Der Alexanderroman des Archipresbyters Leo (= Sammlung Mittellateinischer Texte. 6). Winter, Heidelberg 1913.
- Friedrich Pfister: Kleine Texte zum Alexanderroman. Commonitorium Palladii, Briefwechsel zwischen Alexander und Dindimus, Brief Alexanders über die Wunder Indiens nach der Bamberger Handschrift (= Sammlung vulgärlateinischer Texte. Heft 4). Winter, Heidelberg 1910.
- Adolf Ausfeld: Der griechische Alexanderroman. Hrsg.: Wilhelm Kroll. Teubner, Leipzig 1907.